# Incat Crowther
Incat Crowther est une société australienne d’ingénierie maritime, dont le siège social est situé à Sydney. Incat Crowther a des bureaux à Lafayette (Louisiane) aux États-Unis, et à Eastleigh (Angleterre).
La société dispose d’un portefeuille diversifié de conceptions de monocoques, de catamarans et de trimarans avec une construction composite, en aluminium et en acier, pour une vaste palette de secteurs, notamment le commerce, les loisirs, l’armée et le transport de passagers.

## Histoire
La société a été créée à partir de la fusion d’Incat Designs Sydney et de Crowther Designs en 2005.
Le fondateur de Crowther Design, Lock Crowther, avait une grande expérience dans la conception de catamarans, de trimarans et de navires commerciaux.
Incat Designs Sydney a été fondée en 1988. Son fondateur, Philip Hercus, avait une expérience dans la conception de catamarans à passagers. En 1977, il a formé un partenariat, nommé International Catamaran Pty Ltd, pour concevoir et construire des catamarans en Tasmanie. Cette collaboration a permis de réaliser des progrès significatifs dans la technologie des catamarans rapides, culminant avec des catamarans perforants sur les vagues.
Au début de 1988, le partenariat avec le chantier naval a été rompu d’un commun accord et une société de conception uniquement, International Catamaran Designs Pty Ltd (en abrégé Incat Designs Sydney) a été créée dans le cadre du groupe Hercus Marine. L’autre partenaire, Bob Clifford, a ensuite commencé à concevoir et à construire sous une nouvelle société, Incat.
Les deux entreprises fusionnées entretiennent des partenariats de longue date avec les chantiers navals suivants : Gladding-Hearn Shipbuilding, Richardson Devine Marine, Nichols Bros, Gulfcraft, Cheoy Lee Shipyards, Aluminium Marine, Kvichak Marine et NQEA.
D’autres partenariats ont vu le jour avec Arpoador Engenharia, Astilleros Armon, ETP Engenharia Ltda., Incat, PT Caputra Mitra Sejati Shipyard et Veecraft Marine.
Plus de 650 navires construits selon les plans d’Incat Crowther ont été livrés. Il s’agit notamment de l'Eleanor Roosevelt, le premier très grand catamaran Ro-Pax au monde propulsé par des moteurs alternatifs à double carburant, et de la flotte de plus de 40 navires de New York City Ferry.

## Records
Le 28 mars 2010, le Horsehead Water Ski Club a établi un record du monde de 114 skieurs à bord du navire Eagle.
Ce record a de nouveau été battu avec l'Eagle le 27 janvier 2012 avec 145 skieurs effectuant le voyage du mille nautique.